# گمینا پلپلین
گمینا پلپلین (به لهستانی:  Gmina Pelplin) یک گمینا در لهستان است که در شهرستان تچف واقع شده‌است. گمینا پلپلین ۱۴۰٫۴۵ کیلومتر مربع مساحت و ۱۶٬۵۴۷ نفر جمعیت دارد.